# Eberswalder Straße (metropolitana di Berlino)
La stazione di Eberswalder Straße è una stazione della metropolitana di Berlino, posta sulla linea U2.
È posta sotto tutela monumentale (Denkmalschutz).

## Storia
La stazione venne inaugurata nel 1913 con il nome di Danziger Straße.
Nel 1945 rimase chiusa alcuni mesi per motivi bellici. Nel 1950 la strada che le dava il nome prese il nome di Dimitroffstraße, in onore del leader comunista bulgaro Georgi Dimitrov, e pertanto anche la stazione prese tale denominazione.
Nel 1991 assunse il nome attuale di Eberswalder Straße.